# Philips Natuurkundig Laboratorium
Das Philips Natuurkundig Laboratorium (NatLab) ist das Forschungslaboratorium von Philips in Eindhoven. Das Labor ist nur eines der weltweiten Forschungslaboratorien von Philips (das Forschungslabor in Aachen wurde mittlerweile geschlossen). Das NatLab wurde 1914 gegründet. 1963 zogen sie in neue Gebäude in Waalre, das heute aber auch in Eindhoven eingemeindet ist. Zeitweilig (1975) arbeiteten dort 2000 Mitarbeiter, davon 600 Wissenschaftler. Die Forschung wurde jedoch im Lauf der Zeit bei Philips weltweit ausgelagert und 2006 arbeiteten dort noch etwa 600 Mitarbeiter. Inzwischen ist auf dem Gelände der High Tech Campus Eindhoven mit rund 8000 Mitarbeitern, auf dem neben Philips auch andere Labore und Unternehmen forschen. Er wurde 2012 von Philips an eine Investorengruppe verkauft.

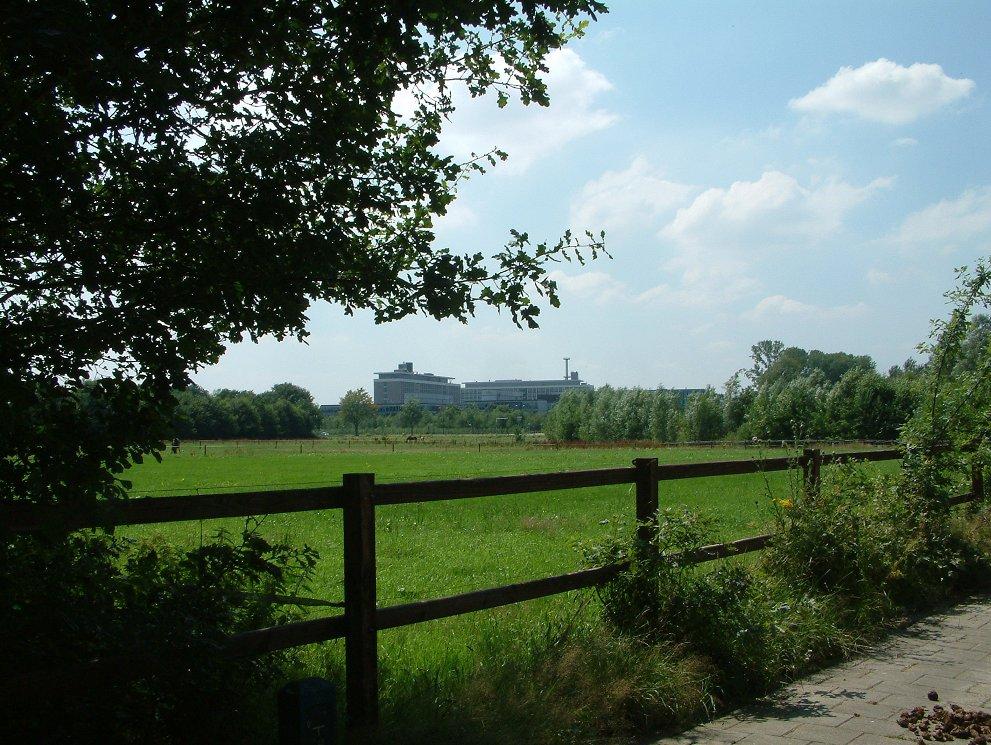
High Tech Campus 2008

Erster Direktor des NatLab war Gilles Holst. Ähnlich wie bei Bell Labs in den USA wurde dort auch Grundlagenforschung betrieben, so von Balthasar van der Pol. Sein Mitarbeiter Bernard Tellegen erfand dort 1926 die Pentodenröhre für Radios. 1923 besuchte Albert Einstein das Labor. Nachfolger von Holst war 1946 eine Dreiergruppe von Direktoren: der Physiker Hendrik Casimir (bis 1972 Leiter des Labors), der Chemiker Evert Verwey und der Ingenieur Herre Rinia. 1958 gelang an dem Labor die experimentelle Bestätigung des Casimir-Effekts durch Marcus Sparnaay. Weitere Höhepunkte waren die Entwicklung der Audiokassette (1963), Fernseh-Aufnahmeröhren (Plumbicon, E. F. de Haan), der  Compact Disc (u. a. entwickelt von Piet Kramer, gleichzeitig mit Sony) Ende der 1970er Jahre, mit der ersten Produktion bei Philips 1982. In den 1980er Jahren fand ein Niedergang von Philips statt, der auch die Forschungsabteilung nicht ausnahm und zu einer grundlegenden Reorganisation unter Kees Bulthuis Ende der 1980er Jahre mit Einsparungen und Konzentration auf Produktinnovation führte. 2000 wurde auf dem Gelände von NatLab der Philips High Tech Campus gebaut, der neben rund 800 Mitarbeitern von NatLab auch Raum für andere Konzernteile und Laboratorien von Philips bot. Schließlich wurde der Name in High Tech Campus Eindhoven geändert, auf dem auch andere Firmen Zugang haben sollen.